# بيرتل هاسي
بيرتل هاسي (بالسويدية: Bertil Haase)‏ هو متسابق بياثل سويدي، ولد في 5 يونيو 1923 في أوبسالا في السويد، وتوفي في 7 يوليو 2014 في Fagersta ‏ في السويد.

## وصلات خارجية
- بيرتل هاسي على موقع أوليمبيديا (الإنجليزية)
- بيرتل هاسي على موقع اللجنة الأولمبية السويدية (السويدية)